# Szalejów Dolny
Szalejów Dolny (niem. Niederschwedeldorf) – wieś w Polsce położona w województwie dolnośląskim, w powiecie kłodzkim, w gminie Kłodzko, w zachodniej części Kotliny Kłodzkiej.

## Położenie
Szalejów Dolny to duża wieś o długości około 4,2 km, leżąca w zachodniej części Kotliny Kłodzkiej, nad dolnym biegiem Bystrzycy Dusznickiej, na wysokości około 310–330 m n.p.m.

## Podział administracyjny
W latach 1975–1998 miejscowość administracyjnie należała do województwa wałbrzyskiego.

## Historia
Pierwsza wzmianka o wsi i istniejącym tu kościele pochodzi z 1269 r. W 1346 właścicielem wsi był Otton Ratold (Donig von Zdanic). W 1350 r. arcybiskup Arnoszt z Pardubic kupił miejscowość, a następnie przekazał ją kanonikom regularnym św. Augustyna z Kłodzka. W 1597 r. wieś przejęli jezuici, pod rządami których Szalejów Dolny rozwinął się i za sprawą wzniesionej tu kaplicy św. Anny stał się lokalnym ośrodkiem pielgrzymkowym. W 1683 r. znaczna część wsi została zniszczona w wielkim pożarze, po którym odbudowano zniszczone domy oraz wzniesiono browar, słynący w okolicy ze znakomitego piwa.
W 1840 r. w miejscowości istniały: pałac, kościół, kilka kaplic, szkoła, browar, olejarnia, młyn wodny i tartak, a w późniejszym okresie także cukrownia. Było tam też kilka gospód, z których korzystali pielgrzymi, a potem także letnicy.
W latach 1937–1945 na polach pomiędzy kłodzkimi Kościelnikami a Szalejowem Dolnym, należącymi do posiadłości baronów von Münchhausenów, funkcjonowało wojskowe lotnisko polowe Feldflugplatz Komturhof, skąd startowały samoloty rozpoznania lotniczego Luftwaffe. Szczególne znaczenie lotnisko zdobyło wtedy, gdy front osiągnął granicę Śląska w drugiej połowie stycznia 1945. W czasie oblężenia Wrocławia samoloty przywoziły ciężko rannych do szpitala w Kłodzku. Komendantura lotniska była zakwaterowana w pałacu Münchhausenów, żołnierze w większości gospodarstw i domów w Szalejowie. Oddział liczył 300 żołnierzy. Na skraju wsi zlokalizowano hangary i warsztaty.

## Zabytki
Do wojewódzkiego rejestru zabytków wpisane są obiekty:
- Kościół św. Szymona i Judy Tadeusza w Szalejowie Dolnym z 1489–1491 r., rozbudowany ok. 1602 i przebudowany w latach 1702–1707, kiedy dodano hełm wieży. Portale późnogotyckie, renesansowe i jeden barokowy, barokowe: chrzcielnica z 1702[9]. W murze okalającym kościół znajduje się półkoliście zakończone wejście na cmentarz ozdobione agrafą z herbem bpa Arnoszta z Pardubic oraz inicjałami IL[10] PP[11]
- kościół św. Jerzego w Szalejowie Górnym.
- plebania (przy kościele filialnym), z 1564 r., przebudowana w 1757 r.,
- Kaplica św. Anny w Szalejowie Dolnym, z lat 1731–1732,
- Kaplica św. Marii Magdaleny w Szalejowie Dolnym z 1734 r.[9],
- zespół pałacowy, z 1844 roku, w skład którego wchodzą:
  - pałac,
  - park z pozostałością grobowca rodziny Münchhausenów,
- dom nr 7, drewniany, z XVIII wieku, przeniesiony do skansenu w Pstrążnej.

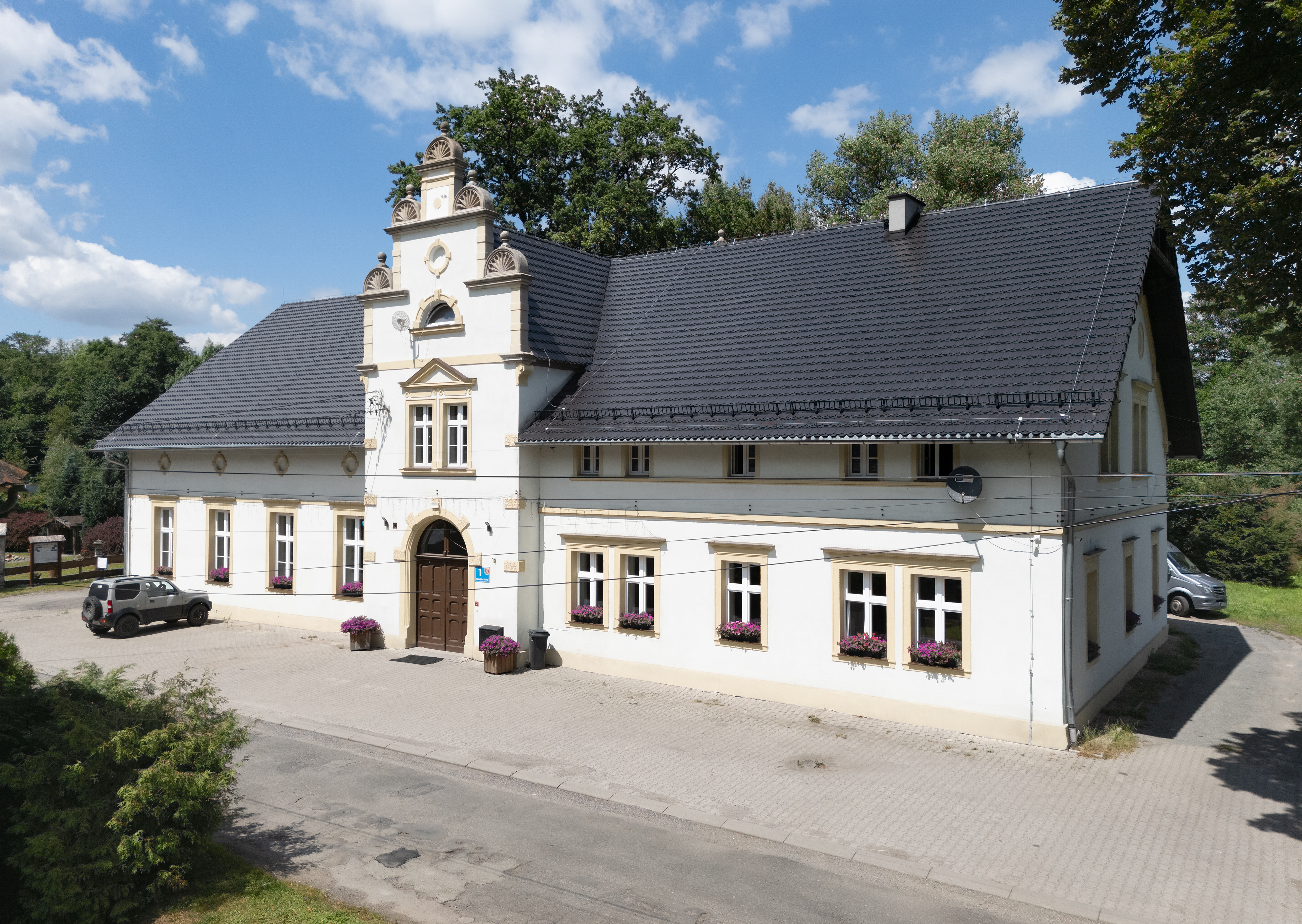
Dom ludowy
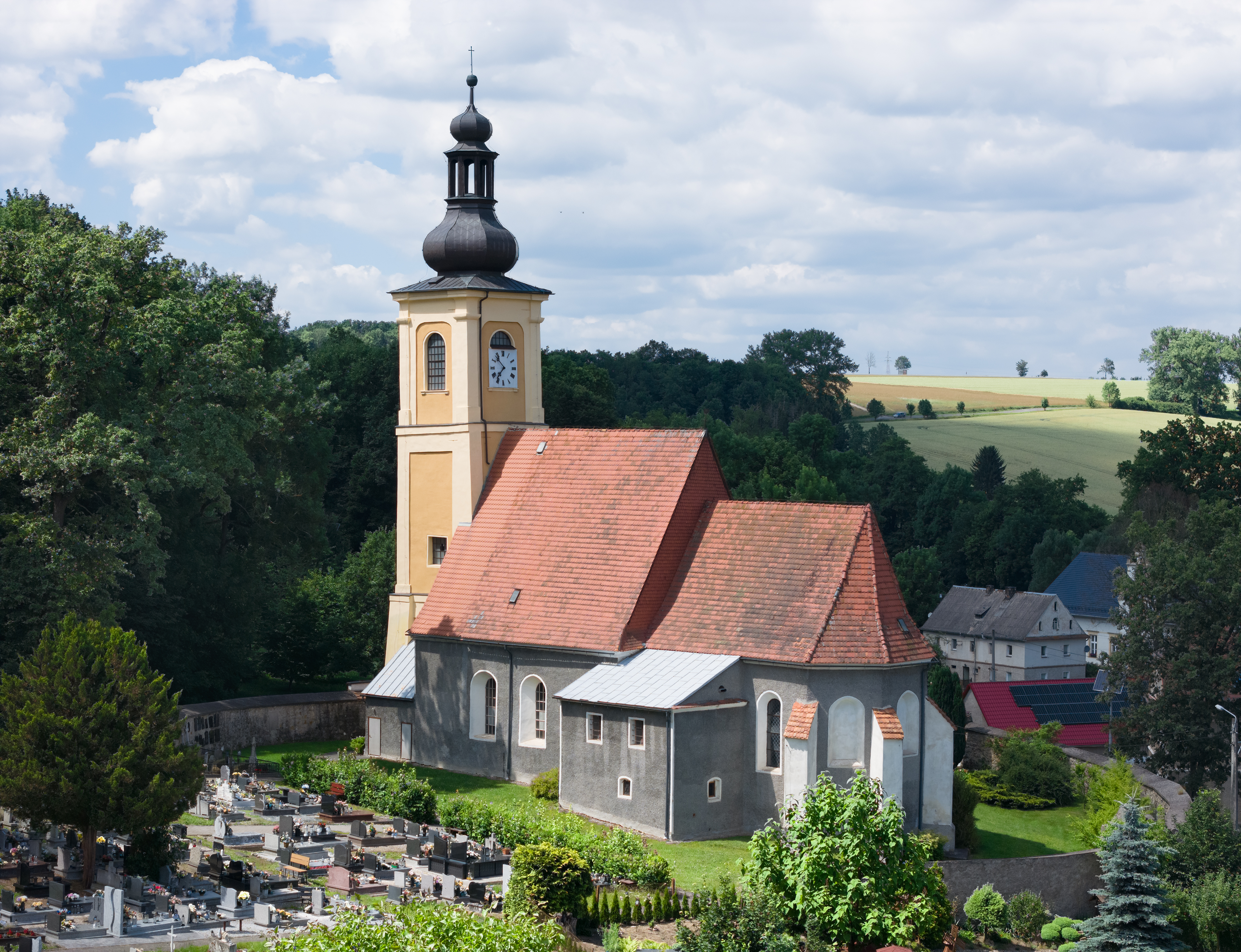
Kościół
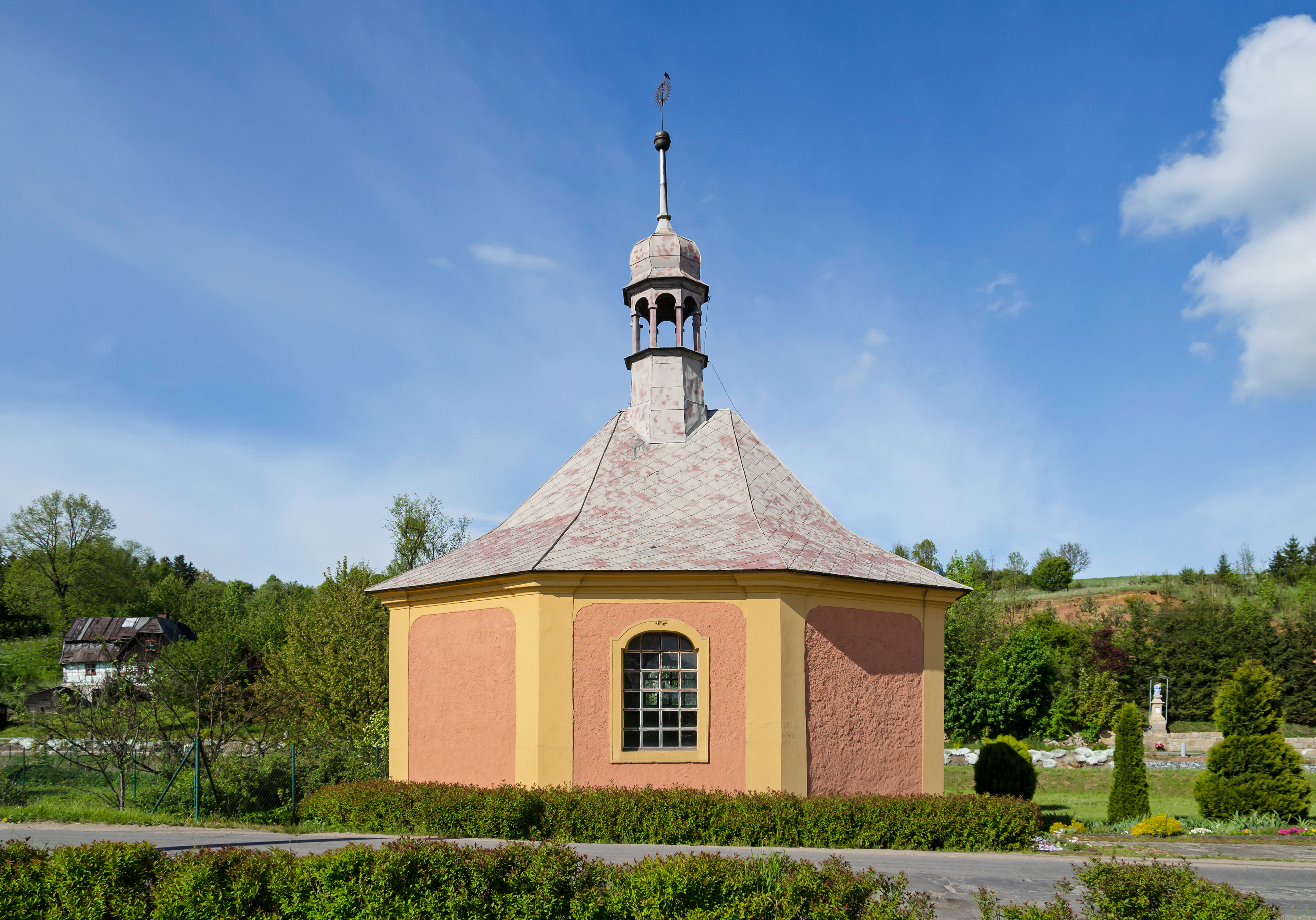
Kaplica św. Marii Magdaleny
Herb Arnoszta z Pardubic